# Fifty Pills
Fifty Pills è un film del 2006 diretto da Theo Avgerinos.

## Trama
Darren Giles (Lou Taylor Pucci) perde la borsa di studio del suo college, e non sa come dire alla sua ragazza, Gracie (Kristen Bell), che non ha soldi per un altro semestre. A questo problema se ne aggiungono altri: convincere i suoi genitori di non essere gay, scrivere un saggio sull'Inferno di Dante e sfuggire alla caccia di tre teppisti. L'unico modo per guadagnare soldi velocemente è vendere pillole di ectasy.